# Sue Piller
Sue Piller (* 4. Mai 2005 in Plaffeien) ist eine Schweizer Skirennfahrerin.

## Biographie
Piller wuchs in Plaffeien auf, wo sie bereits im Alter von zwei Jahren das Skifahren erlernte. 2021 wurde sie in das Nationale Leistungszentrum in Engelberg aufgenommen, zog sich aber nur kurze Zeit später eine schwere Knieverletzung (Kreuzbandriss, Innenbandriss sowie einen Meniskusschaden) im Training in Saas-Fee zu. Im November 2022 konnte sie schließlich bei einem Juniorenrennen am Pass Thurn ihr internationales Renndebüt feiern. Zu Beginn der Saison 2023/24 wurde sie in den C-Kader von Swiss-Ski aufgenommen.
Einen grossen Erfolg ihrer Karriere feierte Piller 2025 bei den Winter World University Games in Turin. Bei den Bardonecchia ausgetragenen Alpinen Skirennen gewann sie die Goldmedaillen im Riesenslalom und im Slalom sowie Silber im Mannschaftswettbewerb. Bis zu diesem Zeitpunkt war Piller hauptsächlich bei Europacup- und FIS-Rennen in der Schweiz sowie im benachbarten Ausland gestartet.
Aufgrund der guten Leistungen im Europacup durfte Piller beim Riesenslalom in Sestriere am 21. Februar 2025 ihr Weltcupdebüt geben. Dort konnte sie sich jedoch nicht für den zweiten Durchgang qualifizieren. Bei den Juniorenweltmeisterschaften in Tarvis verpasste Piller gemeinsam mit der Schweizer Equipe als Vierte knapp eine Medaille im Mannschaftswettbewerb.
Zum Abschluss der Saison wurde sie hinter Vanessa Kasper Schweizer Vizemeisterin im Riesenslalom.

## Erfolge

### Juniorenweltmeisterschaften
- Tarvis 2025: 4. Mannschaft, 14. Slalom, 17. Team-Kombination, DNF Riesenslalom

### Europacup
- 2 Platzierungen unter den besten 5

### Winter World University Games
- Bardonecchia 2025: 1. Riesenslalom, 1. Slalom, 2. Mannschaft

### Weitere Erfolge
- Schweizer Vizemeisterin im Riesenslalom (2025)
- 4 Siege bei FIS-Rennen